# Хюнтцигер, Шарль
Шарль-Леон-Клеман Хюнтцигер  также Энтсиже (фр. Charles-Leon-Clement Huntziger, [ʃaʁl œ̃tsiʒe]; 25 июня 1880, Лесневен — 12 ноября 1941, около Ле-Вигана) — французский военачальник, армейский генерал (17 мая 1938), один из активных деятелей режима Виши. 22 июня 1940 года подписал перемирие с Германией от имени Франции.

## Биография
Родился в семье выходцев из Эльзаса, переселившихся в Бретань после Франко-прусской войны. Во время 2-й мировой войны командовал 2-й армией, в составе которой сражался генерал де Голль, затем 4-й группой армий в Арденнах. По поручению Петена вёл переговоры с немцами и итальянцами о перемирии.
После перемирия был назначен министром обороны режима Виши. Подписал, наряду с другими политическими деятелями, закон об ограничении прав и преследовании евреев.
Погиб в авиационной катастрофе 12 ноября 1941 года во время возвращения из Северной Африки.

## Воинские звания
- 7 декабря 1928 — бригадный генерал колониальных войск (general de brigade des troupes coloniales)
- 20 марта 1933 — дивизионный генерал колониальных войск (general de division des troupes coloniales)
- 13 марта 1935 — командир корпуса в звании корпусного генерала
- 17 мая 1938 — командующий армией в звании армейского генерала